# Meise (Belgia)
Meise  (fr. Meysse) – miejscowość i gmina (gemeente) w Belgii, w Regionie Flamandzkim, w prowincji Brabancja Flamandzka, w okręgu Halle-Vilvoorde. 1 stycznia 2024 roku liczyła 35 755 mieszkańców.

## Podział administracyjny
W skład gminy wchodzi jedna dzielnica (deelgemeente):
- Wolvertem

## Współpraca
Miejscowość partnerska:
- Waalre, Niderlandy